# 고바야시 사토루
고바야시 사토루(일본어: 小林 覚, 1959년 4월 5일 ~ 일본)은 일본기원 소속의 바둑 기사이다.

## 생애
고바야시 사토루(小林 覺)은 1959년 4월 5일 일본 나가노현 마쓰모토시에서 태어났다. 1974년 기타니 미노루(木谷 實)9단의 문하생으로 입단했다. 누나인 고바야시 치즈(小林千寿) 5단과 형인 고바야시 겐지(小林健二) 7단도 바둑 기사이다. 1997년 제2회 삼성화재배에서 준우승을 하기도 했다.

## 입상(入賞)
- 1979년 제4기 일본 기성전 5단전 우승
- 1980년~1981년 제4,5회 일본 유학원배 우승
- 1982년 제13기 일본 신예전 우승
- 1983년 제9기 일본 명인전 입성
- 1984년 제9기 일본 기성전(棋聖戦)7단전 우승,전단 쟁패전 우승
- 1987년 제2기 NEC 전영컵 우승
- 1990년 제3기 일본IBM배 우승 (상대,오히라 슈죠(大平修三)9단,제15기 일본 작은기성전(碁聖戦)준우승 (대 고바야시 고이치 0:3)
- 1991년 제16기 일본 작은 기성전(碁聖戦)준우승 (대 고바야시 고이치) 2:3)
- 1992년 제17기 일본 작은 기성전(碁聖戦)준우승 (대 고바야시 고이치 1:3)
- 1994년 제19기 일본 기성전(棋聖戦)9단전 우승
- 1995년 제19기 일본 기성전(棋聖戦)우승 기성 취득 (대 조치훈 4:2 ),제42회 NHK배 TV바둑 선수권대회 우승, 제20기 일본 작은기성전(碁聖戦)우승 작은 기성 취득 (상대 임해봉 3:2)
- 1996년 제5회 용성전(竜星戦)우승
- 1997년 제8회 동양증권배 준우승(상대 조훈현 9단)
- 1997년 제2회 삼성화재배 세계바둑오픈선수권대회 준우승(상대 이창호 9단)
- 2000년 제33회 일본 조기 선수권 우승
- 2005년 제30기 일본 명인전(名人戦)준우승(대 장쉬 3:4)
- 2007년 제31기 일본 기성전(棋聖戦)준우승(대 야마시타 케이고 0:4)
- 2013년 제3회 일본 마스터즈 컵 우승(대 이시니 구니오)
- 2014년 제4회 일본 마스터즈 컵 준우승(대 조치훈)

## 수상
- 1976년 제10회 기도 상 신인상
- 1983년 제17회 기도 상 감투상
- 1991년 제24회 기도 감투상
- 1995년 제28회 기도 상 연승 기록 상, 제13차 TV바둑 프로그램 제작자회상 수상
- 1996년 제29회 기도 상 최우수 기사상 최다 승리상 수상, 제33번 히데야 상 수상
- 2002년 기도 상 연승 기록 상(17연승)
- 2003년 통산 800승 달성
- 2005년 기자 클럽 상
- 2006년 통산 900승 달성 ☆ 달성시 승률 사상 1위. 682
- 2011년 통산 1000승 달성